# Zealandia (personificación)

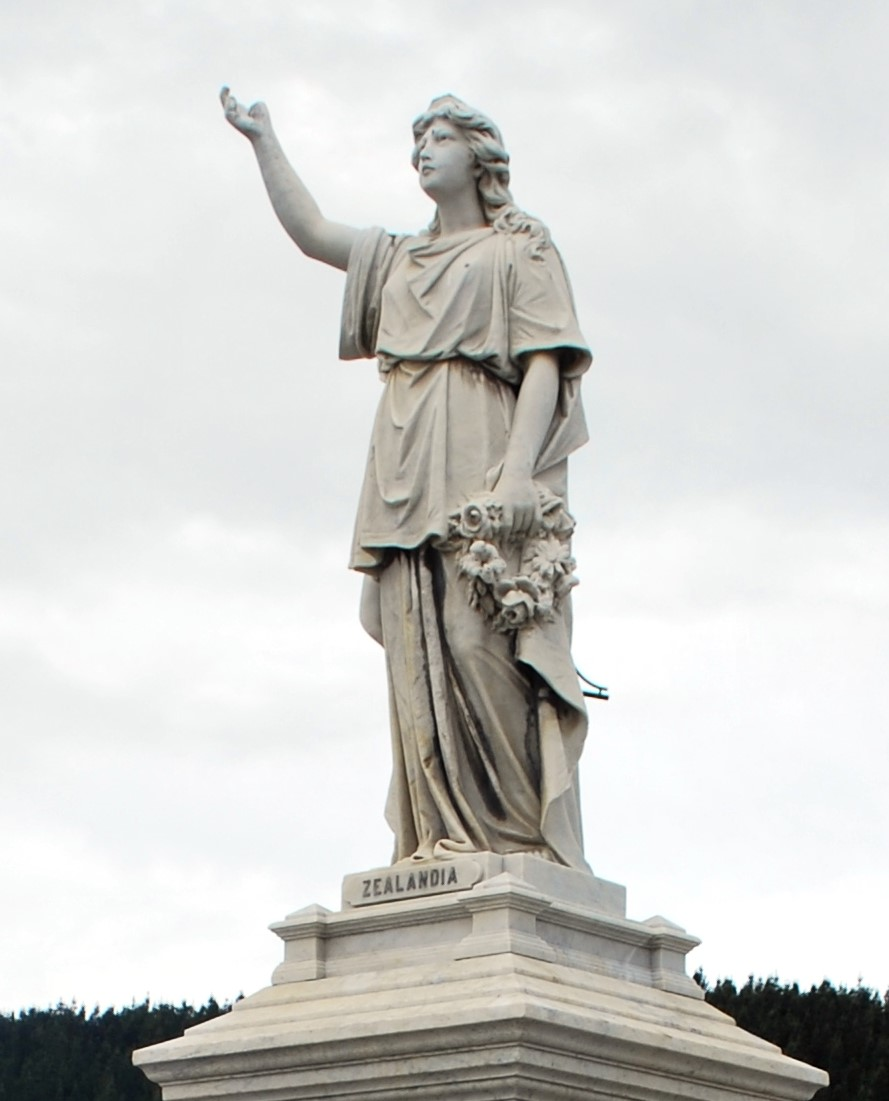
Estatua de Zealandia en memoria a los caídos de la Primera Guerra Mundial en Palmerston, Nueva Zelanda.

Zealandia es la personificación nacional de Nueva Zelanda. Zealandia aparece como una mujer de ascendencia europea similar en vestuario y apariencia a Britania, quien se dice que es la madre de Zealandia.
Zealandia aparece en sellos postales, pósteres, dibujos, estatuas de caídos en guerras y en publicaciones del gobierno de Nueva Zelanda, sobre todo en la primera mitad del siglo XX. Zealandia fue usado normalmente como símbolo de la Exhibición del centenario de Nueva Zelanda, que se celebró en Wellington entre 1939 y 1940. Existen tres grandes estatuas de Zealandia en pueblos y ciudades del país, una está en Waimate, otra en Palmerston y en la Symonds Street de Auckland. Las dos primeras (de piedra) son en recuerdo de la segunda guerra bóer y la última (de bronce) se construyó en recuerdo de las guerras de Nueva zelanda. Algunas estatuas más pequeñas se pueden encontrar en museos o se hallan en colecciones privadas.
La mujer que aparece en el lado diestro (izquierda según se mira) en el Escudo de Nueva Zelanda es Zealandia. Aparte de en el escudo del país, Zealandia ya casi no se representa.

## Galería

La mujer en el lado diestro (izquierda según se mira el escudo) es Zealandia.
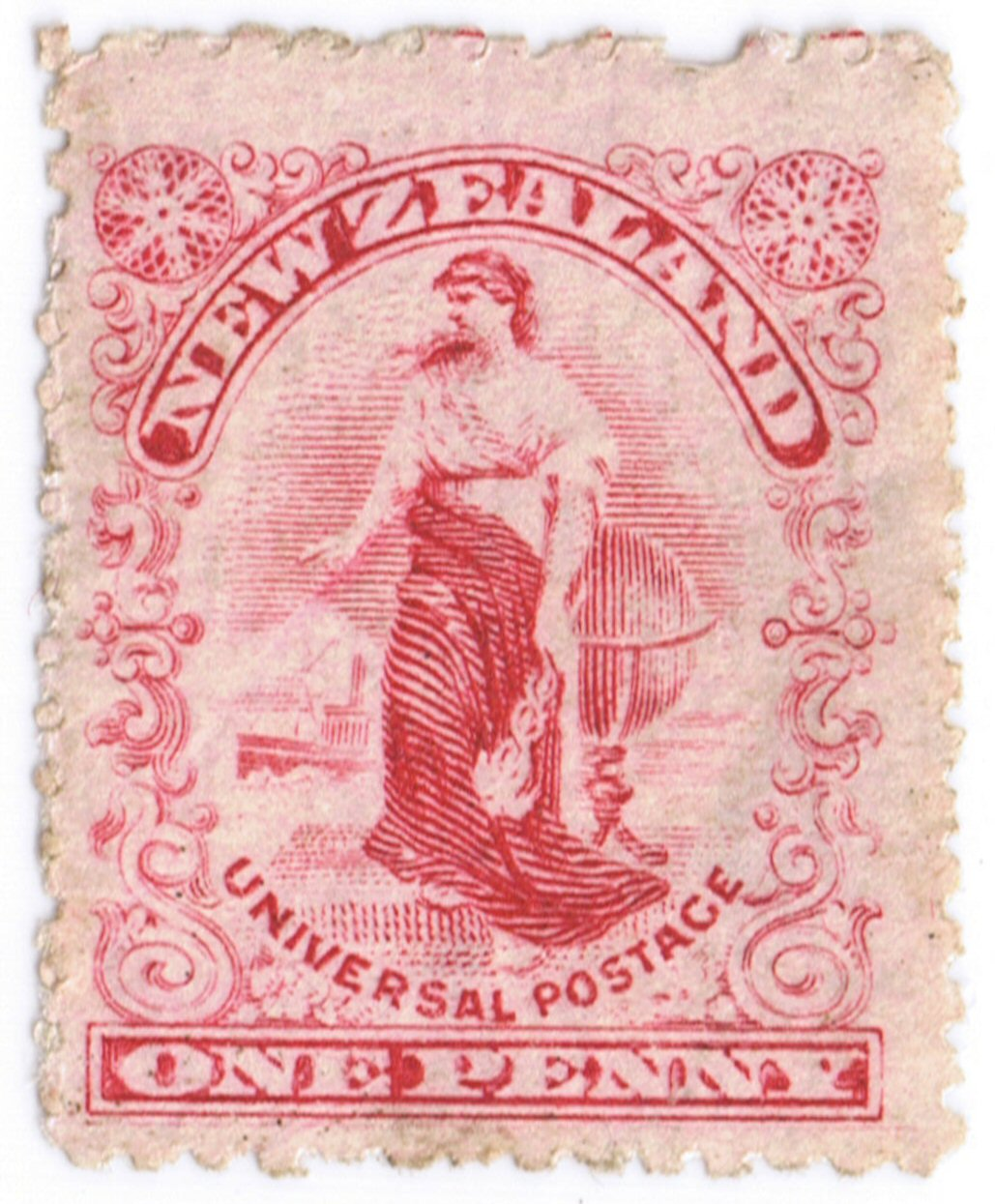
Zealandia representada en un sello postal de 1901.
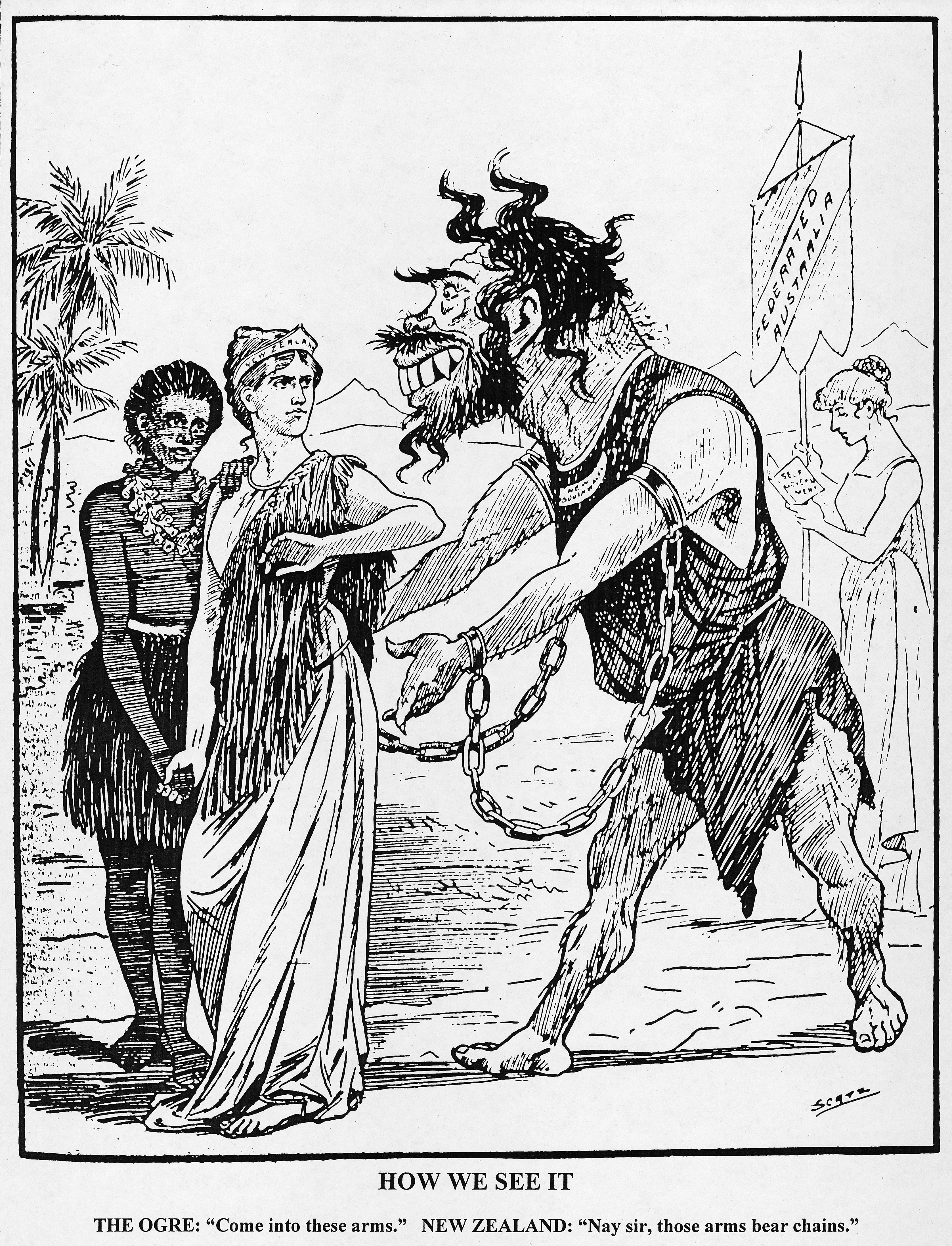
Una caricatura política de 1900 muestra a Zealandia.
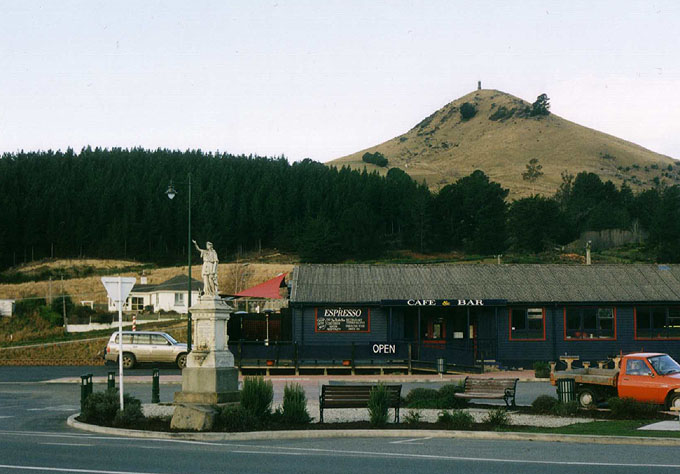
Palmerston, en Otago, tiene una estatua de Zealandia como recuerdo de la participación del país en la Primera Guerra mundial.
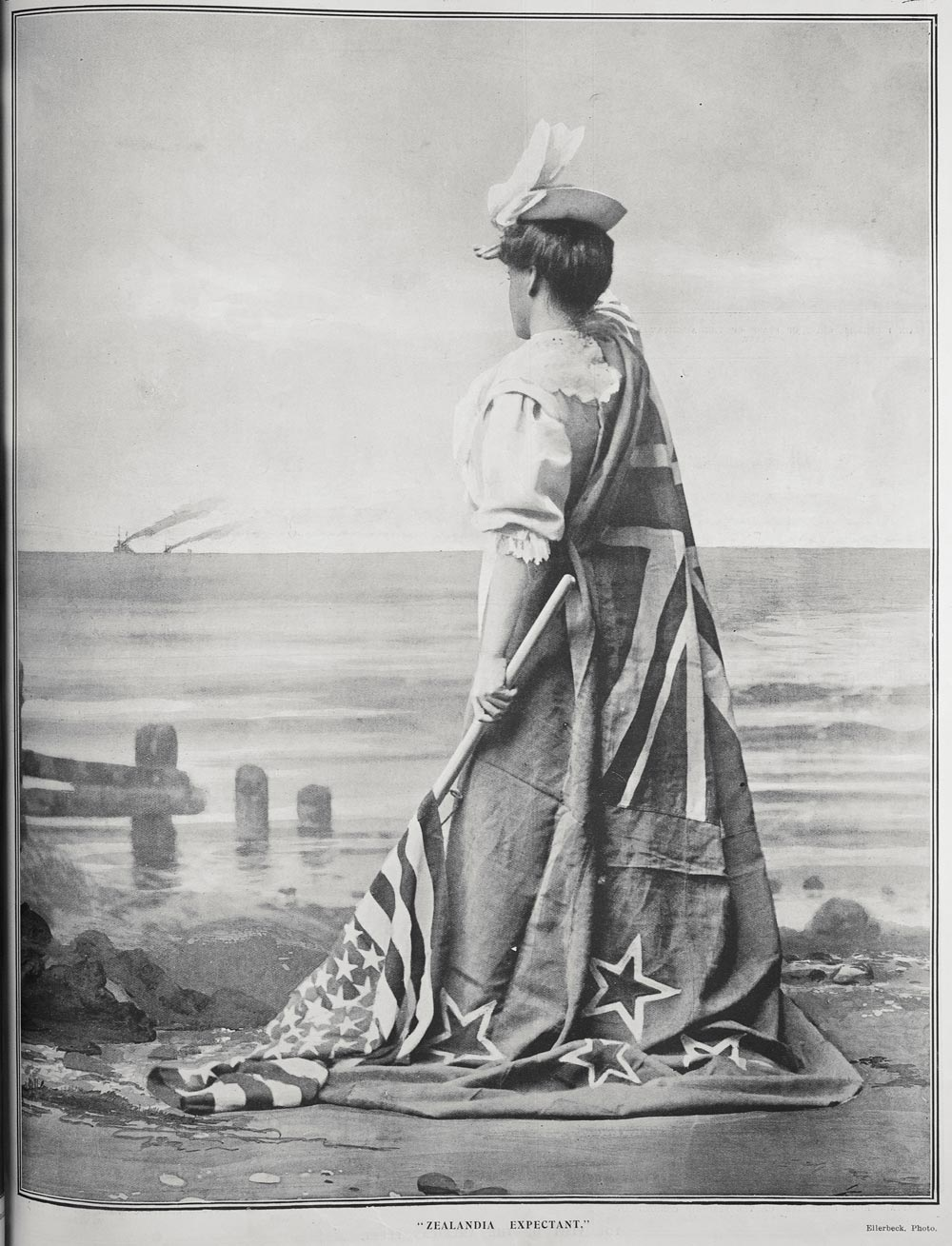
Zealandia expectante.